# 100대 유물로 보는 세계사
《100대 유물로 보는 세계사》(A History of the World in 100 Objects)는 BBC 라디오 4와 대영박물관의 공동 프로젝트로, 대영박물관장 닐 맥그레거가 각본을 쓴 각회 15분 분량의 라디오 방송 100회와 그 내용들을 정리해 출간한 책이다. 2010년 1월 18일 방송을 개시해 이후 20주간 진행되었다.

## 내용
| 그림 | 번호                                                          | 유물                                                          | 원산지                                                        | 시대                                                          | BBC                                                           | BM                                                            | 추가 각본가 (닐 맥그레거 제외)                                |
| 우리를 인간으로 만든 것 (기원전 2,000,000년 – 기원전 9,000년)                                                                                   | 우리를 인간으로 만든 것 (기원전 2,000,000년 – 기원전 9,000년) | 우리를 인간으로 만든 것 (기원전 2,000,000년 – 기원전 9,000년) | 우리를 인간으로 만든 것 (기원전 2,000,000년 – 기원전 9,000년) | 우리를 인간으로 만든 것 (기원전 2,000,000년 – 기원전 9,000년) | 우리를 인간으로 만든 것 (기원전 2,000,000년 – 기원전 9,000년) | 우리를 인간으로 만든 것 (기원전 2,000,000년 – 기원전 9,000년) | 우리를 인간으로 만든 것 (기원전 2,000,000년 – 기원전 9,000년) |
| --- | ------------------------------------------------------------- | ------------------------------------------------------------- | ------------------------------------------------------------- | ------------------------------------------------------------- | ------------------------------------------------------------- | ------------------------------------------------------------- | ------------------------------------------------------------- |
| "닐 맥그레거가 우리를 인간으로 정의케 해준 가장 오래된 유물들을 보여줍니다.” 2010년 1월 18일 방송 개시.                                         |                                                               |                                                               |                                                               |                                                               |                                                               |                                                               |                                                               |
| | 1                                                             | 호르네지테프의 미라                                           | 고대 이집트                                                   | 기원전 300년 – 기원전 200년                                   | BBC                                                           | BM                                                            | 아마르탸 센, 존 테일러                                        |
| | 2                                                             | 현무암질 찍개                                                 | 탄자니아 올두바이 협곡                                        | 180만-200만 년 전                                             | BBC                                                           | BM                                                            | 데이비드 아텐보로 경, 왕가리 마타이                           |
| | 3                                                             | 주먹도끼                                                      | 탄자니아 올두바이 협곡                                        | 120만-140만 년 전                                             | BBC                                                           | BM                                                            | 제임스 다이슨 경, 필 하딩, 닉 애스턴                          |
| | 4                                                             | 헤엄치는 순록                                                 | 프랑스 타른에가론주 몽타스트룩                                | 13,000년 전                                                   | BBC                                                           | BM                                                            | 로완 윌리엄스 주교, 스티브 미센                               |
| | 5                                                             | 클로비스 창촉                                                 | 미국 뉴멕시코주                                               | 13,000년 전                                                   | BBC                                                           | BM                                                            | 마이클 팔린, 게리 하이네스                                    |
| 빙하시대 이후: 음식과 성 (기원전 9,000년 – 기원전 3,000년)                                                                                      |                                                               |                                                               |                                                               |                                                               |                                                               |                                                               |                                                               |
| “왜 빙하시대 말엽에 농경이 시작되었을까요? 그 단서들은 유물의 형태로 남아 있습니다.” 2010년 1월 25일 방송 개시.                                 |                                                               |                                                               |                                                               |                                                               |                                                               |                                                               |                                                               |
| | 6                                                             | 새 모양 절굿공이                                              | 파푸아뉴기니                                                  | 4,000–8,000년 전                                              | BBC                                                           | BM                                                            | 마두르 자프리, 밥 겔도프, 마틴 존스                           |
| | 7                                                             | 아인 사크리 연인상                                            | 이스라엘                                                      | 약 11,000년 전                                                | BBC                                                           | BM                                                            | 마르크 퀸, 이언 호더                                          |
| | 8                                                             | 진흙으로 만든 암소 모형                                       | 이집트                                                        | 기원전 3500년경                                               | BBC                                                           | BM                                                            | 페크리 핫산, 마틴 존스                                        |
| | 9                                                             | 마야 옥수수 신상                                              | 온두라스                                                      | 기원후 715년                                                  | BBC                                                           | BM                                                            | 산티아고 칼바, 존 스톨러                                      |
| | 10                                                            | 조몬 토기                                                     | 일본                                                          | 기원전 5000년경                                               | BBC                                                           | BM                                                            | 시몬 카메르, 도이 타카시                                      |
| 최초의 도시와 국가들 (기원전 4,000년–기원전 2,000년)                                                                                            |                                                               |                                                               |                                                               |                                                               |                                                               |                                                               |                                                               |
| “인간들이 촌락에서 도시로 이동하면서 무슨 일이 벌어졌을까요? 다섯 개의 유물들이 그 이야기를 해 줍니다.” 2010년 2월 1일 방송개시.                |                                                               |                                                               |                                                               |                                                               |                                                               |                                                               |                                                               |
| | 11                                                            | 덴 파라오의 샌들명판                                          | 이집트                                                        | 기원전 2,985년경                                              | BBC                                                           | BM                                                            | 토비 윌킨슨, 스티브 벨                                        |
| | 12                                                            | 우르의 기                                                     | 이라크                                                        | 기원전 2600년–기원전 2400년                                   | BBC                                                           | BM                                                            | 라미아 알가일라니, 앤서니 기든스                              |
| | 13                                                            | 인더스 인장                                                   | 파키스탄                                                      | 기원전 2600년–기원전 1900년                                   | BBC                                                           | BM                                                            | 리처드 로저스, 나얀조트 라히리                                |
| | 14                                                            | 옥도끼                                                        | 알프스 원산, 잉글랜드에서 발견                                | 기원전 4000년–기원전 2000년                                   | BBC                                                           | BM                                                            | 마크 에드먼즈, 피에르 페트레킨                                |
| | 15                                                            | 초창기 서판                                                   | 이라크                                                        | 기원전 3100년–기원전 3000년                                   | BBC                                                           | BM                                                            | 구스 오도넬, 존 설                                            |
| 과학과 문학의 시작 (기원전 1,500년 – 기원전 700년)                                                                                              |                                                               |                                                               |                                                               |                                                               |                                                               |                                                               |                                                               |
| “4천년 전, 각 사회들은 신화, 수학, 기념물을 통해 자신들을 표현하기 시작했습니다.” 2010년 2월 8일 방송 개시.                                     |                                                               |                                                               |                                                               |                                                               |                                                               |                                                               |                                                               |
| | 16                                                            | 홍수 서판                                                     | 이라크                                                        | 기원전 700년–기원전 600년                                     | BBC                                                           | BM                                                            | 데이비드 담로시, 조너선 색스                                  |
| | 17                                                            | 린드 수학 파피루스                                            | 이집트                                                        | 기원전 1550년경                                               | BBC                                                           | BM                                                            | 엘레노어 롭슨, 클리브 릭스                                    |
| | 18                                                            | 황소를 뛰어넘는 미노스 인물상                                 | 그리스 크레타                                                 | 기원전 1700년–기원전 1450년                                   | BBC                                                           | BM                                                            | 세르지오 델가도, 루시 블루                                    |
| | 19                                                            | 몰드의 황금 망토                                              | 웨일스                                                        | 기원전 1900년–기원전 1600년                                   | BBC                                                           | BM                                                            | 메리 카힐, 마리 루이제 쇠렌센                                 |
| | 20                                                            | 람세스 2세의 석상                                             | 이집트                                                        | 기원전 1,250년경                                              | BBC                                                           | BM                                                            | 앤서니 고믈리, 카렌 엑셀                                      |
| 옛 세계와 새로운 열강들 (기원전 1100년–기원전 300년)                                                                                            |                                                               |                                                               |                                                               |                                                               |                                                               |                                                               |                                                               |
| “전 세계에 걸쳐 새로운 정권들은 자신들의 우월성을 주장하기 위한 유물들을 만들어냈습니다.” 2010년 2월 15일 방송 개시.                            |                                                               |                                                               |                                                               |                                                               |                                                               |                                                               |                                                               |
| | 21                                                            | 라키시 부조                                                   | 이라크                                                        | 기원전 700년–기원전 692년                                     | BBC                                                           | BM                                                            | 패디 애시다운, 앤서니 비버                                    |
| | 22                                                            | 타하르코의 스핑크스                                           | 수단                                                          | 기원전 680년경                                                | BBC                                                           | BM                                                            | 제이나브 바다위, 데릭 웰스비                                  |
| | 23                                                            | 주나라 제기                                                   | 중국                                                          | 기원전 1100년–기원전 1000년                                   | BBC                                                           | BM                                                            | 제시카 로슨 여사, 타오 왕                                     |
| | 24                                                            | 파라카스 직물                                                 | 페루                                                          | 기원전 300년–기원전 200년                                     | BBC                                                           | BM                                                            | 잔드라 로데스, 메리 프레임                                    |
| | 25                                                            | 크로이소스 금화                                               | 터키                                                          | 기원전 550년경                                                | BBC                                                           | BM                                                            | 제임스 버헌, 폴 크래독                                        |
| 공자 시대의 세계 (기원전 500년–기원전 300년) |                                                               |                                                               |                                                               |                                                               |                                                               |                                                               |                                                               |
| “건물 외장이나 술주전자 속에 숨은 의미들이 위대한 현자의 저술만큼 많은 것들을 말해줄 수 있을까요?” 2010년 2월 22일 방송개시.                    |                                                               |                                                               |                                                               |                                                               |                                                               |                                                               |                                                               |
| | 26                                                            | 옥수스 전차 모형                                              | 타지키스탄                                                    | 기원전 500년–기원전 300년                                     | BBC                                                           | BM                                                            | 마이클 악스워티, 톰 홀란드                                    |
| | 27                                                            | 파르테논 조각상                                               | 그리스 아테네                                                 | 기원전 440년경                                                | BBC                                                           | BM                                                            | 메리 비어드, 올가 팔라기아                                    |
| | 28                                                            | 바스 위츠 주전자                                              | 프랑스                                                        | 기원전 450년경                                                | BBC                                                           | BM                                                            | 조너선 미데스, 배리 커늘리프                                  |
| | 29                                                            | 올메카 돌가면                                                 | 멕시코                                                        | 기원전 900년–기원전 400년                                     | BBC                                                           | BM                                                            | 카를로스 푸엔테스, 카를 타우베                                |
| | 30                                                            | 중국 청동종                                                   | 중국                                                          | 기원전 500년–기원전 400년                                     | BBC                                                           | BM                                                            | 에블린 글레니 여사, 이사벨 힐턴                               |
| 제국 건설자들 (기원전 300년-기원후 1년) |                                                               |                                                               |                                                               |                                                               |                                                               |                                                               |                                                               |
| “닐 맥그레거가 유물로 보는 세계사 이야기를 계속합니다. 이번 주에는 약 2천 년 전 세계의 위대한 지배자들과 함께합니다.” 2010년 5월 17일 방송개시. |                                                               |                                                               |                                                               |                                                               |                                                               |                                                               |                                                               |
| | 31                                                            | 알렉산드로스의 두상이 새겨진 리시마코스 동전                  | 튀르키예                                                      | 기원전 305년–기원전 281년                                     | BBC                                                           | BM                                                            | 앤드루 마르, 로빈 레인 폭스                                   |
| | 32                                                            | 아소카의 기둥                                                 | 인도                                                          | 기원전 238년경                                                | BBC                                                           | BM                                                            | 아마르탸 센, 마이클 루틀랜드                                  |
| | 33                                                            | 로제타석                                                      | 이집트                                                        | 기원전 196년                                                  | BBC                                                           | BM                                                            | 도로시 톰슨, 아흐다프 소우에이프                              |
| | 34                                                            | 한나라 칠그릇                                                 | 중국                                                          | 기원후 4년                                                    | BBC                                                           | BM                                                            | 로엘 스테르큭스, 이사벨 힐턴                                  |
| | 35                                                            | 아우구스투스 황제 두상                                        | 수단                                                          | 기원전 27년–기원전 25년                                       | BBC                                                           | BM                                                            | 보리스 존슨, 수잔 워커                                        |
| 고대의 쾌락과 현대의 향신료 (기원후 1년-기원후 600년)                                                                                           |                                                               |                                                               |                                                               |                                                               |                                                               |                                                               |                                                               |
| “닐 맥그레거가 2천 년 전 사람들이 쾌락을 쫓은 방법들을 살펴봅니다.” 2010년 5월 24일 방송개시.                                                   |                                                               |                                                               |                                                               |                                                               |                                                               |                                                               |                                                               |
| | 36                                                            | 워런 술잔                                                     | 이스라엘                                                      | 기원후 5년–기원후 15년                                        | BBC                                                           | BM                                                            | 베타니 휴스, 제임스 데이비드슨]                               |
| | 37                                                            | 북미 수달 담뱃대                                              | 미국                                                          | 기원전 200년–기원후 100년                                     | BBC                                                           | BM                                                            | 토니 벤, 가브리엘 타약                                        |
| | 38                                                            | 의식용 구기 허리띠                                            | 멕시코                                                        | 기원후 100년–기원후 500년                                     | BBC                                                           | BM                                                            | 닉 혼비, 마이클 위팅턴                                        |
| | 39                                                            | 여사잠도                                                      | 중국                                                          | 기원후 500년–기원후 800년                                     | BBC                                                           | BM                                                            | 셰인 맥코슬랜드, 찰스 포웰 남작                               |
| | 40                                                            | 혹선 후추 단지                                                | 잉글랜드                                                      | 기원후 350년–기원후 400년                                     | BBC                                                           | BM                                                            | 크리스틴 맥파덴, 로버타 톰버                                  |
| 세계종교의 발흥 (기원후 200년-기원후 600년) |                                                               |                                                               |                                                               |                                                               |                                                               |                                                               |                                                               |
| “닐 맥그레거가 여러 위대한 종교적 도상들이 언제 어떻게 나타났는지 살펴봅니다.” 2010년 5월 31일 방송개시.                                        |                                                               |                                                               |                                                               |                                                               |                                                               |                                                               |                                                               |
| | 41                                                            | 간다라 결가부좌 불상                                          | 파키스탄 간다라                                               | 기원후 100년–기원후 300년                                     | BBC                                                           | BM                                                            | 클라우디네 바우체피크론, 툽텐 진파                            |
| | 42                                                            | 쿠마라굽타 1세의 금화                                         | 인도                                                          | 기원후 415년–기원후 450년                                     | BBC                                                           | BM                                                            | 로밀라 타파르, 샤우나카 리시 다스                             |
| | 43                                                            | 샤푸르 2세의 은접시                                           | 이란                                                          | 기원후 309년–기원후 379년                                     | BBC                                                           | BM                                                            | 톰 홀란드, 귀티 아자르페이                                    |
| | 44                                                            | 힌턴 성모 모자이크                                            | 잉글랜드                                                      | 기원후 300년–기원후 400년                                     | BBC                                                           | BM                                                            | 아베릴 캐머런 여사, 에이먼 더피                               |
| | 45                                                            | 아라비아의 청동 손                                            | 예멘                                                          | 기원후 100년–기원후 300년                                     | BBC                                                           | BM                                                            | 제레미 필드, 필리프 젠킨스                                    |
| 비단길과 그 너머 (기원후 400년-기원후 700년) |                                                               |                                                               |                                                               |                                                               |                                                               |                                                               |                                                               |
| “대영박물관의 유물 다섯 점이 상품과 사상의 이동에 관한 이야기를 들려 줍니다.” 2010년 6월 7일 방송개시.                                          |                                                               |                                                               |                                                               |                                                               |                                                               |                                                               |                                                               |
| | 46                                                            | 압드 알말리크의 금화                                          | 시리아                                                        | 기원후 696년–기원후 697년                                     | BBC                                                           | BM                                                            | 마다위 알라시드, 휴 N. 케네디                                 |
| | 47                                                            | 서튼후 투구                                                   | 잉글랜드 서튼후                                               | 기원후 600년–기원후 700년                                     | BBC                                                           | BM                                                            | 세이머스 히니, 앵거스 웨인라이트                              |
| | 48                                                            | 모치카 전사 항아리                                            | 페루                                                          | 기원후 100년–기원후 700년                                     | BBC                                                           | BM                                                            | 그레이슨 페리, 스티브 부르겟                                  |
| | 49                                                            | 한국 기와                                                     | 대한민국 경주                                                 | 기원후 700년–기원후 800년                                     | BBC                                                           | BM                                                            | 제인 포탈, 최광식                                             |
| | 50                                                            | 비단 공주 그림                                                | 중국                                                          | 기원후 600년–기원후 800년                                     | BBC                                                           | BM                                                            | 요요마, 콜린 투브론                                           |
| 궁전 안쪽: 궁중의 비밀 (기원후 700년–기원후 950년)                                                                                              |                                                               |                                                               |                                                               |                                                               |                                                               |                                                               |                                                               |
| “닐 맥그레거가 1천 2백년 전 지배 엘리트 계급의 삶을 들여다봅니다.” 2010년 6월 14일 방송개시.                                                    |                                                               |                                                               |                                                               |                                                               |                                                               |                                                               |                                                               |
| | 51                                                            | 왕실의 사혈 의식을 보여주는 마야 부조                         | 멕시코 약시칠란                                               | 기원후 700년–기원후 750년                                     | BBC                                                           | BM                                                            | 수지 오바흐, 버지니아 필즈                                    |
| | 52                                                            | 하렘 벽화 잔해                                                | 이라크                                                        | 기원후 800년–기원후 900년                                     | BBC                                                           | BM                                                            | 로버트 그레이엄 어윈, 아미라 베니슨                           |
| | 53                                                            | 로타르 크리스털                                               | 독일로 추측                                                   | 기원후 855년–기원후 869년                                     | BBC                                                           | BM                                                            | 로드 빙엄, 로자문드 맥키터릭                                  |
| | 54                                                            | 타라 조각상                                                   | 스리랑카 살리훈담                                             | 기원후 700년–기원후 900년                                     | BBC                                                           | BM                                                            | 리처드 곰브리치, 니라 위크라마싱헤                            |
| | 55                                                            | 당나라 무덤 인형                                              | 중국 낙양 유팅선 무덤                                         | 기원후 728년경                                                | BBC                                                           | BM                                                            | 앤서니 하워드, 올리버 무어                                    |
| 순례자와 약탈자, 상인 (기원후 900년-기원후 1300년)                                                                                              |                                                               |                                                               |                                                               |                                                               |                                                               |                                                               |                                                               |
| “무역, 전쟁, 종교가 1천년 전 세계의 유물들을 어떻게 움직였을까요.” 2010년 6월 21일 방송 개시.                                                   |                                                               |                                                               |                                                               |                                                               |                                                               |                                                               |                                                               |
| | 56                                                            | 요크 골짜기의 보물                                            | 잉글랜드 노스요크셔주                                         | 기원후 927년경                                                | BBC                                                           | BM                                                            | 마이클 우드, 데이비드 웰란, 앤드루 웰란                       |
| | 57                                                            | 헤드위그 유리잔                                               | 시리아로 추측                                                 | 기원후 1100년–기원후 1200년                                   | BBC                                                           | BM                                                            | 조너선 릴리스미스, 데이비드 아불라피아                        |
| | 58                                                            | 일본 청동거울                                                 | 일본                                                          | 기원후 1100년–기원후 1200년                                   | BBC                                                           | BM                                                            | 이언 부루마, 하라다 마사유키                                  |
| | 59                                                            | 보로부두르 부처 두상                                          | 인도네시아 자와섬                                             | 기원후 780년–기원후 840년                                     | BBC                                                           | BM                                                            | 스티븐 배츨러, 닐 바를리                                      |
| | 60                                                            | 킬와 사금파리                                                 | 탄자니아                                                      | 기원후 900년–기원후 1400년                                    | BBC                                                           | BM                                                            | 버트럼 마푼다, 압둘라제크 구르나                              |
| 사회적 지위를 나타내는 상징 (기원후 1200년-기원후 1400년)                                                                                       |                                                               |                                                               |                                                               |                                                               |                                                               |                                                               |                                                               |
| “닐 맥그레거가 지위를 나타내며, 만들려면 솜씨있는 기술을 요하던 유물들을 살펴봅니다.” 2010년 6월 28일 방송개시.                                 |                                                               |                                                               |                                                               |                                                               |                                                               |                                                               |                                                               |
| | 61                                                            | 루이스 체스말                                                 | 노르웨이에서 제작, 스코틀랜드에서 발견                        | 기원후 1150년–기원후 1200년                                   | BBC                                                           | BM                                                            | 마틴 애미스, 미리 루빈                                        |
| | 62                                                            | 히브리 아스트롤라베                                           | 스페인                                                        | 기원후 1345년–기원후 1355년                                   | BBC                                                           | BM                                                            | 존 엘리엇 경, 실케 아커만                                     |
| | 63                                                            | 이페 청동 두상                                                | 나이지리아                                                    | 기원후 1400년–기원후 1500년                                   | BBC                                                           | BM                                                            | 벤 오크리, 바바툰데 라왈                                      |
| | 64                                                            | 데이비드 꽃병                                                 | 중국                                                          | 기원후 1351년                                                 | BBC                                                           | BM                                                            | 제니 우글로, 크레이그 클루나스                                |
| | 65                                                            | 타이노 의식용 의자                                            | 카리브해 산토도밍고                                           | 기원후 1200년–기원후 1500년                                   | BBC                                                           | BM                                                            | 호세 올리버, 가브리엘 하슬립비에라                            |
| 신과의 만남 (기원후 1200년-기원후 1400년) |                                                               |                                                               |                                                               |                                                               |                                                               |                                                               |                                                               |
| “대영박물관의 유물들이 신실한 이들이 각자의 신들을 가까이 모신 방법들을 보여줍니다.” 2010년 7월 5일 방송개시.                                   |                                                               |                                                               |                                                               |                                                               |                                                               |                                                               |                                                               |
| | 66                                                            | 성스러운 가시 성물함                                          | 프랑스                                                        | 기원후 1350년–기원후 1400년                                   | BBC                                                           | BM                                                            | 베네딕타 워드 수녀, 아서 로체 대주교                          |
| | 67                                                            | 정교회의 승리를 보여주는 성상화                               | 튀르키예                                                      | 기원후 1350년–기원후 1400년                                   | BBC                                                           | BM                                                            | 빌 바이올라, 디어머드 맥쿨로흐                                |
| | 68                                                            | 시바와 파르바티 조각상                                        | 인도                                                          | 기원후 1100년–기원후 1300년                                   | BBC                                                           | BM                                                            | 샤우나카 리시 다스, 카렌 암스트롱                             |
| | 69                                                            | 틀라솔테오틀 여신상                                           | 멕시코                                                        | 기원후 900년–기원후 1521년                                    | BBC                                                           | BM                                                            | 마리나 워너, 킴 리처                                          |
| | 70                                                            | 호아 하카나나이아                                             | 이스터 섬                                                     | 기원후 1000년–기원후 1200년                                   | BBC                                                           | BM                                                            | 앤서니 카로 경, 스티브 후퍼                                   |
| 근대세계의 문턱 (기원후 1375년–기원후 1550년)                                                                                                   |                                                               |                                                               |                                                               |                                                               |                                                               |                                                               |                                                               |
| “닐 맥그레거가 근대세계의 문턱에 존재한 거대한 제국들을 탐사합니다.” 2010년 9월 13일 방송개시.                                                  |                                                               |                                                               |                                                               |                                                               |                                                               |                                                               |                                                               |
| | 71                                                            | 술레이만 대제의 투그라                                        | 튀르키예                                                      | 기원후 1520년–기원후 1566년                                   | BBC                                                           | BM                                                            | 엘리프 사팍, 캐롤라인 핀켈                                    |
| | 72                                                            | 명나라 지폐                                                   | 중국                                                          | 기원후 1375년                                                 | BBC                                                           | BM                                                            | 머빈 킹, 티모시 브룩                                          |
| | 73                                                            | 잉카 황금 야마                                                | 페루                                                          | 기원후 1500년경                                               | BBC                                                           | BM                                                            | 재레드 다이아몬드, 가브리엘 라몬                              |
| | 74                                                            | 옥용잔                                                        | 중앙아시아                                                    | 기원후 1420년–기원후 1449년                                   | BBC                                                           | BM                                                            | 베아트리체 포브스 만츠, 하미드 이스마일로프                   |
| | 75                                                            | 뒤러의 코뿔소                                                 | 독일                                                          | 기원후 1515년                                                 | BBC                                                           | BM                                                            | 마크 필그림, 펠리페 페르난데스아르메스토                      |
| 최초의 세계경제 (기원후 1450년–기원후 1600년)                                                                                                   |                                                               |                                                               |                                                               |                                                               |                                                               |                                                               |                                                               |
| “닐 맥그레거가 1450년에서 1600년 사이 탐험, 무역, 정복이 미친 영향들을 추적합니다.” 2010년 9월 20일 방송개시.                                   |                                                               |                                                               |                                                               |                                                               |                                                               |                                                               |                                                               |
| | 76                                                            | 갤리온 모형                                                   | 독일                                                          | 기원후 1585년경                                               | BBC                                                           | BM                                                            | 리사 자르딘, 크리스토퍼 돕스                                  |
| | 77                                                            | 베냉 장식판: 오바와 유럽인들                                  | 나이지리아                                                    | 기원후 16세기                                                 | BBC                                                           | BM                                                            | 소카리 더글러스 캠프, 올레 소인카                             |
| | 78                                                            | 아스텍의 쌍두사                                               | 멕시코                                                        | 기원후 15세기–기원후 16세기                                   | BBC                                                           | BM                                                            | 레베카 스테이시, 아드리아나 디아스엔치소                      |
| | 79                                                            | 가키에몬 코끼리                                               | 일본                                                          | 기원후 17세기 하반                                            | BBC                                                           | BM                                                            | 미란다 록, 사카이다 가키에몬 14세                             |
| | 80                                                            | 스페인 은화                                                   | 스페인 원산, 볼리비아에서 발견                                | 기원후 1589년–기원후 1598년                                   | BBC                                                           | BM                                                            | 투티 프라도, 윌리엄 번스타인                                  |
| 관용과 불관용 (기원후 1550년–기원후 1700년) |                                                               |                                                               |                                                               |                                                               |                                                               |                                                               |                                                               |
| “닐 맥그레거가 기원후 16세기와 기원후 17세기 어떻게 거대 종교들이 함께 어우러져 살았는지 이야기해 줍니다.” 2010년 9월 27일 방송개시.            |                                                               |                                                               |                                                               |                                                               |                                                               |                                                               |                                                               |
| | 81                                                            | 시아파 종교 행렬 깃발                                         | 이란                                                          | 기원후 17세기 하반                                            | BBC                                                           | BM                                                            | 할레 아프샤르 여남작, 후세인 포르타흐마스비                   |
| | 82                                                            | 무굴 황자 세밀화                                              | 인도                                                          | 기원후 1610년경                                               | BBC                                                           | BM                                                            | 아속 쿠마르 다스, 아만 나스                                   |
| | 83                                                            | 비마 그림자극 인형                                            | 인도네시아 자와섬                                             | 기원후 1600년–기원후 1800년                                   | BBC                                                           | BM                                                            | 수마르삼, 타시 아우                                           |
| | 84                                                            | 멕시코의 고지도                                               | 멕시코                                                        | 기원후 16세기 하반                                            | BBC                                                           | BM                                                            | 새뮤얼 에드거튼, 페르난도 세르반테스                          |
| | 85                                                            | 종교개혁 100주년 전단지                                       | 독일                                                          | 기원후 1617년                                                 | BBC                                                           | BM                                                            | 카렌 암스트롱, 이언 히슬로프                                  |
| 탐험, 착취 그리고 계몽 (기원후 1680년–기원후 1820년)                                                                                            |                                                               |                                                               |                                                               |                                                               |                                                               |                                                               |                                                               |
| “닐 맥그레거가 서로 다른 세계들이 충돌할 때 발생할 수 있는 오해들을 이야기해 줍니다.” 2010년 10월 4일 방송개시.                                 |                                                               |                                                               |                                                               |                                                               |                                                               |                                                               |                                                               |
| | 86                                                            | 아칸 북                                                       | 아프리카 원산, 미국에서 발견                                  | 기원후 18세기                                                 | BBC                                                           | BM                                                            | 보니 그리어, 앤서니 아피아                                    |
| | 87                                                            | 하와이 깃털 투구                                              | 하와이                                                        | 기원후 18세기                                                 | BBC                                                           | BM                                                            | 니콜라스 토머스, 카일 나카넬루아                              |
| | 88                                                            | 북미 사슴가죽 지도                                            | 미국                                                          | 기원후 1774년-기원후 1775년                                   | BBC                                                           | BM                                                            | 맬컴 루이스, 데이비드 에드먼즈                                |
| | 89                                                            | 오스트레일리아 나무껍질 방패                                  | 오스트레일리아                                                | 기원후 1770년                                                 | BBC                                                           | BM                                                            | 필 고든, 마리아 누겐트                                        |
| | 90                                                            | 시가 새겨진 옥환                                              | 중국                                                          | 기원후 1790년                                                 | BBC                                                           | BM                                                            | 조너선 스펜스, 양련                                           |
| 대량생산과 대량설득 (기원후 1780년–기원후 1914년)                                                                                               |                                                               |                                                               |                                                               |                                                               |                                                               |                                                               |                                                               |
| “산업화, 대중정치, 제국주의적 야망이 세상을 어떻게 바꾸어 놓았을까요.” 2010년 10월 11일 방송개시.                                               |                                                               |                                                               |                                                               |                                                               |                                                               |                                                               |                                                               |
| | 91                                                            | 놋쇠 크로노미터                                               | 잉글랜드 비글 호                                              | 기원후 1795년–기원후 1805년                                   | BBC                                                           | BM                                                            | 나이젤 트리프트, 스티브 존스                                  |
| | 92                                                            | 초기 빅토리아 시대 다기 세트                                  | 잉글랜드                                                      | 기원후 1840년–기원후 1845년                                   | BBC                                                           | BM                                                            | 셀리나 폭스, 모니크 시몬즈                                    |
| | 93                                                            | 호쿠사이의 거대한 파도                                        | 일본                                                          | 기원후 1829년–기원후 1832년                                   | BBC                                                           | BM                                                            | 크리스틴 구스, 도널드 키네                                    |
| | 94                                                            | 수단의 슬릿 드럼                                              | 수단                                                          | 기원후 19세기                                                 | BBC                                                           | BM                                                            | 도미니크 그린, 제이나브 바다위                                |
| | 95                                                            | 여성참정권 운동가가 훼손한 페니                               | 잉글랜드                                                      | 기원후 1903년                                                 | BBC                                                           | BM                                                            | 펠리치티 포웰, 헬레나 케네디                                  |
| 우리가 만든 세계 (기원후 1914년-기원후 2010년)                                                                                                  |                                                               |                                                               |                                                               |                                                               |                                                               |                                                               |                                                               |
| “닐 맥그레거가 요 근래 시대의 성적, 정치적, 경제적 역사의 측면을 살펴봅니다.” 2010년 10월 18일 방송개시.                                        |                                                               |                                                               |                                                               |                                                               |                                                               |                                                               |                                                               |
| | 96                                                            | 미하일 아다모비치가 설계한 러시아 혁명 접시                   | 러시아                                                        | 기원후 1921년                                                 | BBC                                                           | BM                                                            | 에릭 홉스봄, 미하일 피오트롭스키                              |
| | 97                                                            | 호크니의 따분한 마을에서                                      | 잉글랜드                                                      | 기원후 1966년                                                 | BBC                                                           | BM                                                            | 샤미 차크라바르티, 데이비드 호크니                            |
| | 98                                                            | 무기의 보좌                                                   | 모잠비크                                                      | 기원후 2001년                                                 | BBC                                                           | BM                                                            | 코피 아난, 디니스 셍굴라네 주교                               |
| | 99                                                            | 샤리아 기준을 만족하는 비자 신용카드                          | 아랍에미리트                                                  | 기원후 2009년                                                 | BBC                                                           | BM                                                            | 머빈 킹, 라지 파키흐                                          |
| | 100                                                           | 태양열 램프와 충전기                                          | 중국                                                          | 기원후 2010년                                                 | BBC                                                           | BM                                                            | 니콜라스 스턴 남작, 알로카 사더, 보니파체 냐무                |